# Франц Ксаверій Бонн
Франц Ксаверій Бонн (нід. Franz Xavier Bonne; 4 лютого 1882, Брюгге, Бельгія — 21 листопада 1941, Сант-Дірфілд, США) — український дипломат бельгійського походження, священник УГКЦ, капелан УГА, чернець, Згромадження Найсвятішого Ізбавителя, заступник міністра закордонних справ Західноукраїнської Народної Республіки.

## Життєпис

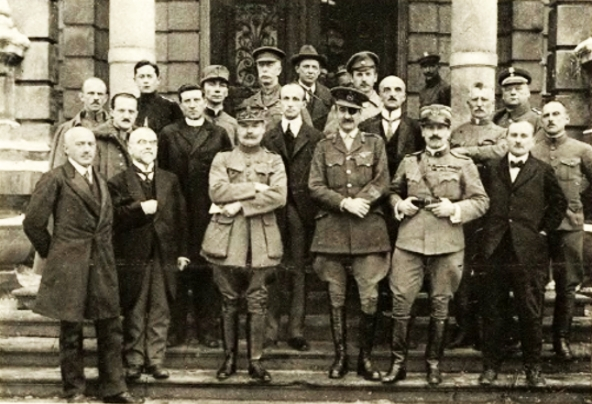
Члени делегацій на перемовинах про припинення вогню. Львів, палац Потоцьких, 26.02.1919 рік. Перший ряд (зліва направо): Володимир Темницький, Володимир Охримович, голова французької місії генерал Жозеф Бартелемі, керівник британської місії генерал-майор Адріан Картон де Віарт, італійський майор Джузепе Стабіле, Степан Витвицький; Другий ряд: Альфонс Ерле, отець Франц Ксаверій Бонн, Роберт Говард Лорд (США), Осип Бурачинський, Костянтин Слюсарчук, Теодор Рожанківський; Третій ряд: стоїть третій — отець Антін Калята, четвертий — британський полковник Смайс, шостий — Вільгельм Фідлєр

Народився у місті Брюґґе-Брюж в Бельгії. За походженням фламандець, бельгійський громадянин.
У серпні 1901 року — вступив до монашого Згромадження Редемптористів.
29 вересня 1903 року — зложив чернечі обіти.
29 вересня 1908 року — був рукоположений у Священство, став священником-місіонером. У той час в Канаді вже був монастир редемптористів у Східному обряді.
У вересні 1911 року — приїхав до Галичини, в Крехівському монастирі Василіян у Крехові вивчав українську мову й візантійський обряд Східної Католицької Церкви (разом з іншим бельгійцем — о. Францом Пвасоном, який приїхав у кінці 1911 р.). З осені 1912 року служив у м. Дрогобич, а з грудня 1912 року до квітня 1913 року в с. Сілець Беньків (нині с. Сілець).
21 серпня 1913 року в с. Унів було засновано першу спільноту редемптористів східного обряду у Галичині. Всі місіонери прибули із Бельгії. Серед них і отець Бонн. В березні 1914 року переїхав до Тернополя став сотрудником пароха о. Володимира Громницького.
Під час першої світової війни служив на Тернопільщині та виступав проти насильницького впровадження московського православ'я російською окупаційною владою з російським архиєпископом Євлогієм Георгієвським.
У 1917 році — генеральний вікарій східної частини львівської митрополії, до якої входили Броди, Зборів, Збараж, Тернопіль, Сколе.
У 1918 року був польовим духівником при Українській Галицькій Армії, а згодом був членом українських делегацій для переговорів з місіями Антанти в Галичині, перекладач на переговорах. Його було інтернували румунські окупанти, але після звільнення він прибув до Кам'янця-Подільського.
У січні 1919 року після від'їзду на Паризьку конференцію посла УНР у Ватикан графа Михайла Тишкевича, у листопаді того року направлений був урядом Західноукраїнської Народної Республіки, та очолив дипломатичну місію Директорії УНР у Ватикані. Завданням України до нього було:
1. домогтися призначення в УНР дипломатичного представника Папи Римського (він виконав 16 лютого 1920 року);
2. одержати від Італійського Червоного Хреста допомогу санітарно-медичного характеру для скривавленої та безпомічної напівтифозної української армії;
3. дістати через інтервенцію Апостольського уряду санітарну допомогу для 80 тисяч полонених українців, колишніх вояків австро-угорська армія утримувані в трьох концтаборах Італії;
4. інформувати Вселенський уряд і акредитованих у Святому Престолі представників інших держав про становище в Україні;
5. відкрити в Римі центр дослідів і навчання під назвою «Академія України»[3].

Він виконував обов'язки голови дипломатичної місії, домігся матеріальної допомоги й моральної підтримки від Папи Римського Бенедикта XV. Мав офіційний статус у місії як радник (до 1 листопада 1921 року). Зі спогадів українського історика й дипломата Дорошенко Дмитра Івановича:
|  | Служив якийсь молодий священик і, що мене здивувало, з якимсь чужим, неукраїнським акцентом… Згодом я познайомився з ним. Це був отець Бонн, бельгієць, що приїхав сюди перед війною як місіонер Згромадження редемптористів, щоб познайомитися з греко-католицьким обрядом, і затримався тут. Отець Бонн — людина енергійна, жвава, віддана своїй справі. Він щиро полюбив український народ, з яким зв'язала його доля, прийняв до серця його лихо і працював, як тільки міг, щоб чимось допомогти, принести бодай моральну поміч і розраду… |

2 березня 1921 року під тиском зі сторони польських політиків та єпископату був змушений залишити Згромадження.
У 1921 році почав служити священником серед української діаспори у Пенсільванії (м. Палмертон, м. Філядельфія та інші у США).
Помер 21 листопада 1941 року у м. Сант-Дірфілд, США.

## Вшанування пам'яті
У місті Львів є вулиця Франца Ксаверія Бонна.

## Нагороди
- Орден князя Ярослава Мудрого V ст. (Україна, 23 серпня 2019, посмертно) — за вагомий особистий внесок у зміцнення міжнародного авторитету України, розвиток міждержавного співробітництва, плідну громадську діяльність[5]